# Quincy Olivari
Quincy Andrew Olivari, né le  27 mai 2001 à Atlanta dans l'État de Géorgie, est un joueur américain de basket-ball évoluant aux postes de meneur et arrière. Il mesure 1,89 m.

## Biographie

### Carrière professionnelle
En octobre 2024, il signe un contrat two-way avec les Lakers de Los Angeles. Il est coupé mi-janvier 2025.

## Palmarès et distinctions individuelles

### Universitaire
- Second-team All-C-USA (2023)
- Third-team All-C-USA (2021)